# Картина Гейзенберга
Картина Гейзенберга — один із методів опису квантовомеханічних явищ. Ідея методу полягає в тому, що залежність від часу переноситься з хвильових функцій на оператори фізичних величин, на відміну від картини Шредінгера, де залежність від часу закладається до хвильових функцій. Така картина дає явну залежність операторів від часу, а хвильові функції залишаються сталими.

## Перехід до картини Гейзенберга
Якщо ввести унітарний оператор еволюції {\displaystyle {\hat {U}}(t,0)}, що діє за правилом:
{\displaystyle |\psi (t)\rangle ={\hat {U}}(t,0)|\psi (0)\rangle ,}
то можна записати середнє значення деякого оператора {\displaystyle {\hat {A}}} в стані {\displaystyle |\psi (t)\rangle } таким чином:
{\displaystyle \langle {\hat {A}}\rangle =\langle \psi (t)|{\hat {A}}|\psi (t)\rangle =\langle \psi (0)|{\hat {U}}^{\dagger }(t,0){\hat {A}}{\hat {U}}(t,0)|\psi (0)\rangle \equiv \langle \psi (0)|{\hat {A}}_{H}(t)|\psi (0)\rangle .}
Таким чином, залежність від часу переноситься з хвильової функції на оператор:
{\displaystyle {\hat {A}}_{H}(t)={\hat {U}}^{\dagger }(t,0){\hat {A}}{\hat {U}}(t,0)}

## Рівняння руху для операторів
Якщо записати рівняння Шредінгера:
{\displaystyle i\hbar {\frac {\partial \left|\psi (t)\right\rangle }{\partial t}}={\hat {H}}\left|\psi (t)\right\rangle }
і вважати, що гамільтоніан {\displaystyle {\hat {H}}} не залежить від часу, то оператор еволюції має такий вигляд:
{\displaystyle {\hat {U}}(t)=e^{-{\frac {i{\hat {H}}t}{\hbar }}}.}
Далі, якщо взяти повну похідну від оператора {\displaystyle {\hat {A}}_{H}(t)} за часом, то:
{\displaystyle {\frac {d{\hat {A}}_{H}(t)}{dt}}={\frac {\partial {\hat {A}}_{H}(t)}{\partial t}}+{\frac {i}{\hbar }}{\hat {H}}e^{\frac {i{\hat {H}}t}{\hbar }}{\hat {A}}e^{-{\frac {i{\hat {H}}t}{\hbar }}}-{\frac {i}{\hbar }}e^{\frac {i{\hat {H}}t}{\hbar }}{\hat {A}}e^{-{\frac {i{\hat {H}}t}{\hbar }}}{\hat {H}}={\frac {\partial {\hat {A}}_{H}(t)}{\partial t}}+{\frac {i}{\hbar }}{\hat {H}}{\hat {A}}_{H}(t)-{\frac {i}{\hbar }}{\hat {A}}_{H}(t){\hat {H}}.}
Остаточно, якщо записати отриманий вираз через комутатор, маємо рівняння руху для операторів:
{\displaystyle i\hbar {\frac {d{\hat {A}}_{H}(t)}{dt}}=i\hbar {\frac {\partial {\hat {A}}_{H}(t)}{\partial t}}+[{\hat {A}}_{H}(t),{\hat {H}}].}
Якщо оператор {\displaystyle {\hat {A}}_{H}} явно не залежить від часу, рівняння руху має вигляд:
{\displaystyle i\hbar {\frac {d{\hat {A}}_{H}}{dt}}=[{\hat {A}}_{H},{\hat {H}}],}
звідки можна зробити такий висновок: якщо оператор фізичної величини, який явно не залежить від часу, комутує з гамільтоніаном {\displaystyle {\hat {H}}}, то відповідна фізична величина зберігається.